# Elezioni generali in Liberia del 2023
Le elezioni generali in Liberia del 2023 si sono tenute il 10 ottobre (I turno) per eleggere il Presidente, ed i membri del Parlamento del paese. Poiché, tuttavia, nonostante il conteggio ravvicinato e prolungato, al primo turno delle presidenziali nessuno dei candidati ha raggiunto la maggioranza assoluta per essere eletto, un ulteriore turno di votazioni si è tenuto il 14 novembre.
In seguito, spogliate le urne elettorali al secondo turno, è emerso vincitore Joseph Boakai del Congresso di Tutti i Progressisti, avendo questi ottenuto il 50,64% delle preferenze, contro il 49,36% del suo avversario, il noto ex-giocatore e Presidente uscente George Weah. Ciononostante, il partito di quest’ultimo ha ben performato a livello parlamentare, risultando primo in entrambe le camere con la maggioranza relativa dei seggi.

## Sistema elettorale

### Presidenziali
Per l’elezione del Presidente, la legge elettorale del paese prevede l’utilizzo di un sistema maggioritario a doppio turno. Difatti, per essere eletto al primo turno, un candidato deve ricevere la maggioranza assoluta (50%+1) dei voti. Qualora non vi riesca, un ulteriore turno si terrà tra i primi due candidati.

### Legislative
Per l’elezione della Legislatura della Liberia, invece, la legge elettorale stabilisce un rinnovo integrale dei 73 membri della camera bassa (la Camera dei rappresentanti) e della metà dei 30 seggi della camera alta (il Senato), ovvero un senatore su due per ogni contea del paese.
In entrambi i casi, comunque, si adotta un sistema maggioritario secco, sebbene nel primo caso, chiaramente, in collegi uninominali, e nel secondo nell’intera contea, che funge dunque da circoscrizione elettorale.

## Risultati

### Presidenziali
| Joseph Boakai             | Partito dell'Unità (UP)                          | 796 961   | 43,44 | 814 481   | 50,64 |  |  |  |
| George Weah               | Congresso per il Cambiamento Democratico (CDC)   | 804 087   | 43,83 | 793 914   | 49,36 |  |  |  |
| Edward W. Appleton        | Movimento per lo Sviluppo di Base (GDM)          | 40 271    | 2,20  |           |       |  |  |  |
| Lusinee Kamara            | Partito di Coalizione di Tutta la Liberia (ALCP) | 35 988    | 1,96  |           |       |  |  |  |
| Alexander B. Cummings Jr. | Partiti Politici Collaboranti (CPP) (ANC–LP)     | 29 613    | 1,61  |           |       |  |  |  |
| Tiawan Saye Gongloe       | Partito Popolare Liberiano (PLP)                 | 26 394    | 1,44  |           |       |  |  |  |
| Allen R. Brown Jr.        | Partito della Resturazione della Liberia (LRP)   | 15 607    | 0,85  |           |       |  |  |  |
| Altri                     | —                                                | 85 595    | 4,67  |           |       |  |  |  |
| Totale                    | Totale                                           | 1 834 516 | 100   | 1 608 395 | 100   |  |  |  |
|                           |                                                  |           |       |           |       |  |  |  |
| Voti non validi           | Voti non validi                                  | 114 639   | 5,88  | 25 788    | 1,58  |  |  |  |
| Votanti                   | Votanti                                          | 1 949 155 | 78,86 | 1 634 183 | 66,12 |  |  |  |
| Elettori                  | Elettori                                         | 2 471 617 |       | 2 471 617 |       |  |  |  |

### Legislative

#### Camera dei rappresentanti
| Congresso per il Cambiamento Democratico (CDC)       | 401 921   | 22,12 | 25 |  |  |  |
| Partito dell'Unità (UP)                              | 237 931   | 13,09 | 11 |  |  |  |
| Partiti Politici Collaboranti (CPP) (ANC–LP)         | 137 909   | 7,59  | 6  |  |  |  |
| Partito Popolare dell’Unificazione (PUP)             | 78 913    | 4,34  | 2  |  |  |  |
| Movimento per la Democrazia e la Ricostruzione (MDR) | 50 408    | 2,77  | 4  |  |  |  |
| Partito di Tutta la Liberia (ALP)                    | 45 886    | 2,53  | 1  |  |  |  |
| Unione Nazionale Liberiana (LNP)                     | 42 179    | 2,32  | 1  |  |  |  |
| Indipendenti (IND)                                   | 467 105   | 25,71 | 19 |  |  |  |
| Altri (<2,15%)                                       | 354 758   | 19,52 | 4  |  |  |  |
| Totale                                               | 1 817 010 | 100   | 73 |  |  |  |
|                                                      |           |       |    |  |  |  |
| Voti non validi                                      | 113 962   | 5,90  |    |  |  |  |
| Votanti                                              | 1 930 972 | 78,13 |    |  |  |  |
| Elettori                                             | 2 471 617 |       |    |  |  |  |

#### Senato
| Congresso per il Cambiamento Democratico (CDC)       | 620 892   | 34,26 | 6  |  |  |  |
| Partito dell'Unità (UP)                              | 218 138   | 12,04 | 1  |  |  |  |
| Movimento per la Democrazia e la Ricostruzione (MDR) | 128 437   | 7,09  | 1  |  |  |  |
| Partito Popolare dell’Unificazione (PUP)             | 86 466    | 4,77  | –  |  |  |  |
| Partiti Politici Collaboranti (CPP) (ANC–LP)         | 83 423    | 4,60  | –  |  |  |  |
| Unione Nazionale Liberiana (LNP)                     | 41 681    | 2,30  | –  |  |  |  |
| Indipendenti (IND)                                   | 441 001   | 24,34 | 6  |  |  |  |
| Altri (<2,20%)                                       | 320 819   | 17,70 | 1  |  |  |  |
| Totale                                               | 1 812 163 | 100   | 15 |  |  |  |
|                                                      |           |       |    |  |  |  |
| Voti non validi                                      | 128 694   | 6,63  |    |  |  |  |
| Votanti                                              | 1 940 857 | 78,53 |    |  |  |  |
| Elettori                                             | 2 471 617 |       |    |  |  |  |